# Edo Leitner
Edo Leitner (* 1907 in Künzelsau; † 1. November 1991 in Freiburg) war ein deutscher Grafiker.

## Leben
Edo Leitner wurde in Künzelsau als Sohn eines Lehrers Wilhelm und der Pianistin Martha Leitner geboren. Er studierte an der Kunstgewerbeschule in Stuttgart. Danach betrieb er ein Grafikatelier in Reutlingen. Er wuchs in die Wirren der Weimarer Republik hinein auf. Er wurde im März 1933 von den Nationalsozialisten nach dem Reichstagsbrand verhaftet und für ein halbes Jahr im KZ Heuberg in „Schutzhaft“ genommen. Im März 1936 wurde er erneut verhaftet und wegen angeblichem Hochverrat zu zweieinhalb Jahren Zuchthaus verurteilt. Danach wurde er jedoch nicht freigelassen, sondern 1939 ins KZ Buchenwald gebracht. Nach Kriegsende kam er über Stuttgart nach Schwäbisch Gmünd und engagierte sich viele Jahre in der Vereinigung der Verfolgten des Naziregimes und in der Friedensbewegung. Immer wieder berichtete er als Zeuge der faschistischen Untaten von seinen Erlebnissen. Die letzten Lebensjahre verbrachte er in Freiburg.

## Werke
- Galgenlieder. Reimereien.